# Jake Gyllenhaal
Jacob Benjamin Gyllenhaal, detto Jake (Los Angeles, 19 dicembre 1980), è un attore e produttore cinematografico statunitense.
Attore versatile, cresciuto in una famiglia inserita nel mondo del cinema (il padre Stephen Gyllenhaal, la madre Naomi Foner e la sorella maggiore Maggie Gyllenhaal), ha interpretato una grande quantità di ruoli ottenendo il plauso dalla critica e premi tra cui una candidatura al Premio Oscar e al Golden Globe, vincendo il BAFTA al miglior attore non protagonista per la sua interpretazione nel film I segreti di Brokeback Mountain. Ha inoltre recitato da protagonista in vari noti film come Donnie Darko, Zodiac, Prince of Persia - Le sabbie del tempo, Amore & altri rimedi, che gli ha valso la sua prima candidatura ai Golden Globe, Source Code, Prisoners, Everest, Lo sciacallo - Nightcrawler, per il quale ha ricevuto la seconda candidatura al
Golden Globe, al  Premio BAFTA e allo Screen Actors Guild Award come "Miglior attore protagonista". Sul piccolo schermo, ha interpretato il protagonista nella miniserie televisiva Presumed Innocent (2024), per la quale ha ricevuto la sua terza candidatura al Golden Globe e la prima al Premio Emmy come "Miglior attore protagonista in una Miniserie o Film".
Oltre al suo impegno nel cinema, ha esordito nel 2002 a teatro recitando al Garrick Theatre di Londra in This Is Our Youth di Kenneth Lonergan. Da allora ha recitato in diverse altre opere di prosa e musical, tra cui La piccola bottega degli orrori e Sunday in the Park with George a Broadway nel 2017. Attivista impegnato in numerosi progetti a sostegno dei diritti umani, contro la violenza e a difesa dell'ambiente, ha partecipato nel 2010 alla campagna "Stand Up to Cancer".

## Biografia
Jake Gyllenhaal è nato in una famiglia inserita nell'ambiente cinematografico hollywoodiano: suo padre, Stephen Gyllenhaal, è un regista di origine svedese, mentre sua madre, Naomi Foner, è una sceneggiatrice che proviene da una famiglia di religione ebraica di New York; anche la sorella maggiore, Maggie Gyllenhaal, è un'attrice e ha recitato al suo fianco nel film Donnie Darko. Jake è inoltre discendente di Johan Abraham Gyllenhaal, geologo e mineralogista, uno dei membri della famiglia nobile svedese dei Gyllenhaal. Il cognome Gyllenhaal, in svedese, potrebbe significare "salone d'oro".

## Carriera

### Dagli inizi al 2006
Incominciò la sua carriera d'attore nel 1991, all'età di undici anni, nel film Scappo dalla città - La vita, l'amore e le vacche di Ron Underwood in cui recitava il ruolo del figlio di Billy Crystal. L'anno successivo avrebbe dovuto recitare nella pellicola Disney Stoffa da campioni di Stephen Herek, ma gli venne proibito dai genitori di recarsi sul set perché giudicato troppo lontano da casa, considerata la sua giovane età. Negli anni successivi i suoi genitori gli permisero di presentarsi ad audizioni, ma gli proibirono regolarmente di accettare le parti in caso di esito positivo, mentre fu autorizzato ad apparire in alcuni film del padre.
Venne diretto nel 1993, insieme con la sorella, dal padre Stephen in Dangerous Woman - Una donna pericolosa, film basato su una sceneggiatura della madre Naomi, e nel 1998 nel film Homegrown - I piantasoldi. Prima del diploma, l'unica pellicola non diretta dal padre alla quale poté partecipare fu Josh and S.A.M., un film d'avventura per bambini poco conosciuto. Dopo essersi diplomato alla Harvard-Westlake High School di Los Angeles nel 1998, si iscrisse nel 2000 alla Columbia University di New York alla facoltà di religioni orientali e filosofia, ma dopo due anni abbandonò gli studi per concentrarsi sulla sua carriera d'attore.
L'esordio vero e proprio come attore protagonista avvenne nel 1999 con Cielo d'ottobre di Joe Johnston, nel quale interpreta la parte di un figlio di minatori che, colpito dal lancio dello Sputnik, decide di costruire un proprio razzo per lanciarlo nel cosmo. Il film incassò 32 milioni di dollari e Gyllenhaal ricevette recensioni molto positive dalla critica per la sua interpretazione.
La notorietà internazionale e il plauso della critica arrivarono nel 2001 grazie al film di culto di Richard Kelly Donnie Darko, che segnò un importante passo nella vita professionale dell'attore. Il film, presentato in anteprima al Sundance Film Festival il 19 gennaio del 2001, non ottenne grande successo al botteghino, ma grazie a un solido gruppo di fan si trasformò in un fenomeno cult in tutto il mondo. Elvis Mitcheel, giornalista del New York Times, disse: «L'interpretazione di Gyllenhaal è particolarmente inquietante: è probabilmente lontano solamente un paio di grandi ruoli dal diventare una star».
Nello stesso anno si presentò al provino per il ruolo di Christian in Moulin Rouge!, assieme a Heath Ledger ed Ewan McGregor, ma fu l'attore scozzese a essere scelto. Grazie a questo provino instaurò una forte amicizia con il collega Heath Ledger, testimone di questo rapporto è il fatto che Gyllenhaal sia il padrino di Matilda, figlia di Heath Ledger e Michelle Williams. Dopo il successo con la critica di Donnie Darko recitò in Fuga da Seattle di James Cox, a fianco di Jared Leto. Ottenne maggiore successo con la commedia indipendente The Good Girl, in coppia con Jennifer Aniston, presentata nel 2002 al Sundance Film Festival.
Nel 2002 esordì a teatro, recitando al Warrick Theater di Londra in This Is Our Youth di Kenneth Lonergan, a fianco di Hayden Christensen e Anna Paquin. Lo spettacolo, già grande successo a Broadway, rimase in cartellone nel West End di Londra per otto settimane e la sua interpretazione gli fece guadagnare il London Evening Standard Theatre Award nella categoria "Miglior attore esordiente".
Dopo la commedia Bubble Boy, che non ricevette recensioni molto positive, si riconfermò nel 2002 con Moonlight Mile - Voglia di ricominciare di Brad Silberling, che lo vide recitare con Susan Sarandon e Dustin Hoffman. Nel 2004, dopo l'incidente occorso a Tobey Maguire, Sam Raimi prese in considerazione l'idea di fargli indossare i panni dell'Uomo Ragno in Spider-Man 2, al posto dell'attore infortunato, che tuttavia si ristabilì in tempo per partecipare alle riprese, dando a Gyllenhaal la possibilità di partecipare da protagonista a The Day After Tomorrow - L'alba del giorno dopo, campione d'incassi al botteghino.
Nel 2005 venne ingaggiato dal regista Ang Lee per una pellicola che riscosse un enorme successo a livello mondiale: il pluripremiato I segreti di Brokeback Mountain, storia d'amore tra due giovani cowboy omosessuali, più propriamente due guardiani di pecore del Wyoming, interpretati da Gyllenhaal e Heath Ledger. Il film generò scalpore negli Stati Uniti come nel resto del mondo per il tema dell'omosessualità, ma la maggior parte delle critiche furono positive; il film raccolse, infatti, ben 71 premi e 52 candidature.

Per la sua interpretazione Gyllenhaal ricevette numerosi riconoscimenti, tra i quali un premio BAFTA, uno Screen Actors Guild, in entrambi i casi nella categoria di "Migliore attore non protagonista", e un MTV Movie Award nella categoria "Miglior bacio" con il collega Heath Ledger. Sempre nella categoria "Miglior attore non protagonista" ottenne una candidatura al Premio Oscar. In seguito all'uscita di Brokeback Mountain cominciarono a circolare pettegolezzi riguardo l'orientamento sessuale dell'attore. Quando fu intervistato in merito, Gyllenhaal dichiarò:
(Jake Gyllenhaal riguardo al suo orientamento sessuale)
Nel 2005 recitò nella pellicola del regista Sam Mendes sulla guerra del Golfo Jarhead assieme a Peter Sarsgaard e in Proof - La prova di John Madden, accanto a Gwyneth Paltrow e Anthony Hopkins. Nel 2007 fu impegnato con il nuovo progetto di David Fincher Zodiac, film basato su una storia vera che tratta dell'omonimo serial killer statunitense, mai catturato.
Lavorò poi in Rendition - Detenzione illegale di Gavin Hood, accanto a Reese Witherspoon, Meryl Streep e Peter Sarsgaard. Nel frattempo, non abbandonò il cinema indipendente. Partecipò infatti al cortometraggio d'animazione The Man Who Walked between the Towers di Michael Sporn, in cui la sua voce narrante commentava l'impresa dell'acrobata francese Philippe Petit, che il 7 agosto 1974 camminò su una fune sospesa tra le due torri gemelle del World Trade Center.
Dal 6 luglio 2006 fu tra i centoventi nuovi invitati a fare parte dell'Academy of Motion Picture Arts and Sciences, con diritto di voto per le assegnazioni degli Oscar. La sua nomina, come le altre, venne ufficializzata il 20 settembre 2006 nel corso di una cerimonia tenutasi al Fairbanks Center for Motion Picture Study di Beverly Hills. Nel 2006 venne confermata la sua posizione di sex symbol dalla rivista People, che lo posizionò nella classifica "50 Most Beautiful People" e in quella di "Hottest Bachelors of 2006".

### Dal 2007
Il 13 gennaio 2007, Gyllenhaal partecipò al Saturday Night Live in qualità di presentatore estemporaneo, ingaggiato per l'occasione com'è nella tradizione di questo programma televisivo. Nel corso della puntata, oltre a presentare il gruppo musicale degli Shins, si esibì anche in un'ironica interpretazione canora con parrucca e abito da sera femminile, parodiando l'attrice Beyoncé nei panni di Deena Jones nel film Dreamgirls.
Nel 2008 Gyllenhaal avrebbe dovuto recitare nella commedia Nailed di David O. Russell accanto a Jessica Biel. Il film è però uscito solo nel 2015, 7 anni dopo l'inizio delle riprese.
Nel 2009 affiancò il collega Tobey Maguire nel remake del film Brothers di Jim Sheridan, uscito in Italia il 23 dicembre 2009. Nel 2010 è stato protagonista del film Prince of Persia - Le sabbie del tempo, adattamento cinematografico dell'omonimo videogioco, nel ruolo del principe Dastan. Per la sua interpretazione Gyllenhaal si è dovuto allenare duramente per molti mesi in modo da ricorrere a una controfigura il meno possibile.
Lo stesso anno è uscito Amore & altri rimedi di Edward Zwick, commedia romantica dove è protagonista assieme ad Anne Hathaway, con la quale aveva già recitato ne I segreti di Brokeback Mountain. Questa sua interpretazione gli ha regalato una candidatura ai Golden Globe, sebbene abbia sollevato un polverone per via di alcune scene di sesso in cui l'attore recita praticamente nudo. Il film Source Code di Duncan Jones, in cui è protagonista, ha aperto il Southwest Film Festival nel 2011.
Nel 2012 Gyllenhaal ha recitato nel film End of Watch - Tolleranza zero con Michael Peña, pellicola incentrata sulle vicende di due poliziotti di Los Angeles. Il film è uscito nel settembre del 2012 e ha ricevuto una buona accoglienza da parte della critica.
Tra 2013 e 2014 ha recitato in due film di Denis Villeneuve, affiancando Hugh Jackman in Prisoners e recitando da protagonista in Enemy.
Nel 2014 ha interpretato lo spietato e carismatico cameraman Lou nel film Lo sciacallo - Nightcrawler dove, per prepararsi al meglio alla parte, ha dovuto perdere circa 10 kg. Per la sua interpretazione ha ricevuto una candidatura ai Golden Globe Award e una allo Screen Actors Guild Award.

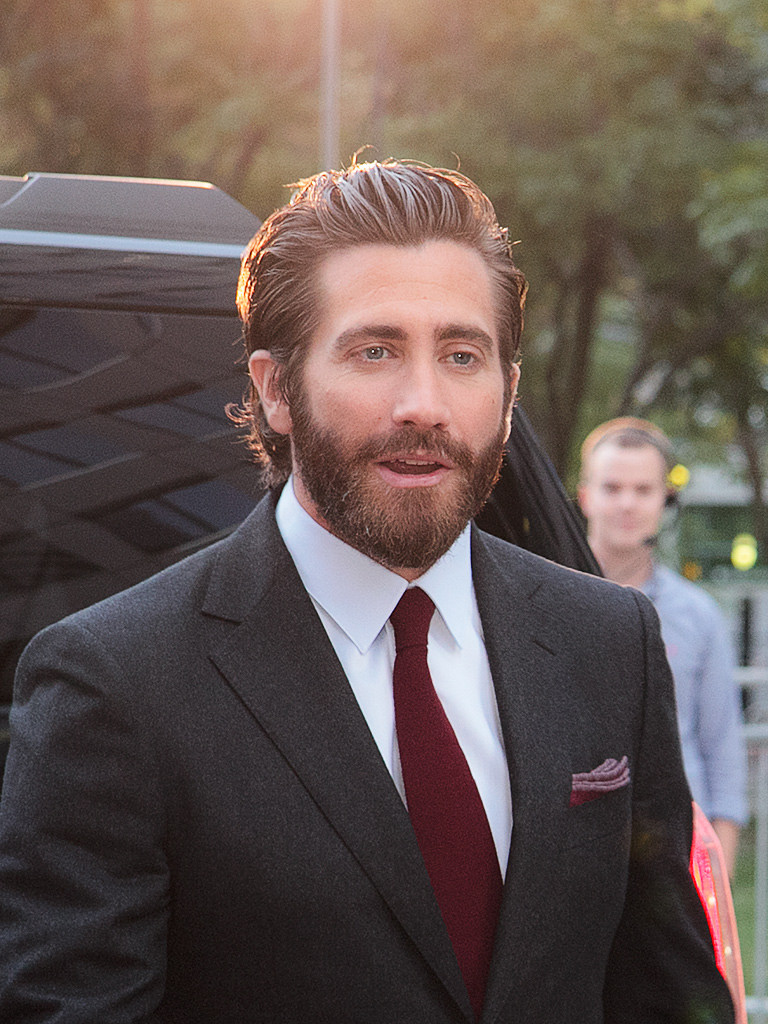
Jake Gyllenhaal nel 2015

Nel 2015 è stato protagonista del film drammatico di Antoine Fuqua Southpaw - L'ultima sfida, dove interpreta un campione di boxe. Anche in questo caso Gyllenhaal si è dovuto impegnare e allenare duramente in palestra nei mesi precedenti alle riprese per soddisfare al meglio il ruolo. Sempre nel 2015 è stato protagonista dei film Demolition - Amare e vivere di Jean-Marc Vallée ed Everest, adattamento cinematografico della disastrosa spedizione sull'Everest avvenuta nel 1996, che ha aperto la 72ª Mostra internazionale d'arte cinematografica di Venezia.
Nel 2016 ha interpretato il film Animali notturni, secondo film dello stilista Tom Ford, dove recita accanto a Amy Adams, Armie Hammer e Isla Fisher. Il film ha fatto il suo esordio al Festival di Venezia 2016, gareggiando per il Leone d'oro al miglior film. Ad agosto 2016 fu confermato come produttore e protagonista del film basato sul videogioco Tom Clancy's The Division, assieme a Jessica Chastain. Nell'ottobre dello stesso anno ha recitato e cantato al City Center! di New York in una produzione concertistica del musical Premio Pulitzer Sunday in the Park with George di Stephen Sondheim e James Lapine; con lui anche Annaleigh Ashford, Ruthie Ann Miles e Phylicia Rashād.
Nel 2017 si è imposto di nuovo sulla scena cinematografica interpretando il ruolo da protagonista nel thriller fantascientifico Life - Non oltrepassare il limite di Daniel Espinosa. A partire dal giugno dello stesso anno è stato distribuito sulla piattaforma Netflix il film Okja, che narra la storia di una ragazzina di nome Mija in lotta contro una multinazionale per evitare il rapimento del suo migliore amico. La pellicola è stata prima presentata al Festival di Cannes. Nel mese di ottobre è stato scelto come testimonial del profumo Eternity di Calvin Klein, accanto alla modella Liya Kebede.
Tra il mese di settembre e ottobre ha presentato al Toronto International Film Festival prima, e alla Festa del Cinema di Roma poi, la pellicola Stronger - Io sono più forte. La pellicola racconta il percorso di rieducazione fisica di Jeff Bauman, un ragazzo che il 15 aprile 2013 aspetta la ex fidanzata vicino al traguardo della maratona di Boston con un grosso cartellone con cui spera di riconquistare la ragazza, ma scoppiano due bombe e lui è tra i 264 feriti; per essere salvato subisce l'amputazione di entrambe le gambe sopra al ginocchio.
Nel 2018 è stato nel cast del film I fratelli Sisters, il primo in lingua inglese di Jacques Audiard. Del cast della pellicola, presentata in anteprima alla Mostra internazionale d'arte cinematografica di Venezia, fanno parte anche John C. Reilly e Joaquin Phoenix. Ha interpretato Jerry Brinson in  Wildlife, scritto e diretto da Paul Dano al suo esordio alla regia, basato sul romanzo Incendi di Richard Ford. Nel maggio dello stesso anno gli è stata assegnata la parte del villain Mysterio nel sequel di Spider-Man: Homecoming, intitolato Spider-Man: Far from Home, del Marvel Cinematic Universe. Nel 2019 recita a Broadway nel dramma Sea Wall/A Life e per la sua interpretazione ottiene una candidatura al Tony Award al miglior attore protagonista in un'opera teatrale. Nel 2021 presta la voce al personaggio di Jim Prescott nel film d'animazione Spirit - Il ribelle, tratto dalla serie animata Spirit: Avventure in libertà. Inoltre è produttore e protagonista del thriller The Guilty, e viene scelto da Prada come testimonial della nuova fragranza Ocean Luna Rossa.

## Vita privata
Molto legato alla sua famiglia, è di fede ebraica, religione della madre, e per questo all'età di tredici anni celebrò il suo bar mitzvah. Insieme a Busy Philipps è il padrino di Matilda Rose Ledger, figlia del suo amico Heath Ledger e di Michelle Williams, con i quali ha recitato ne I segreti di Brokeback Mountain.
Come gli altri membri della sua famiglia, è anch'egli impegnato in numerosi progetti che promuovono la cultura, l'educazione, i diritti umani, la non violenza e la difesa dell'ambiente. È sostenitore dell'ACLU (Unione americana per le libertà civili), dell'associazione Not in Our Name, che promuove un patriottismo pacifico che non ricorra alla guerra, e del College Summit, un'organizzazione no profit che aiuta, anche economicamente, l'ingresso all'università degli studenti poco abbienti. Nel 2004 ha inoltre partecipato alla campagna elettorale di John Kerry, candidato democratico alla presidenza degli USA.
Per dare il proprio appoggio alla causa ecologica dello sviluppo sostenibile, in occasione della 78ª edizione dei premi Oscar, si è recato al Kodak Theater di Los Angeles su un'auto che produce l'80% in meno di inquinamento, aderendo con vari altri candidati e presentatori all'iniziativa "Red Carpet, Green Cars" ("Tappeto rosso, auto verdi"). L'attore, inoltre, sostiene le attività della CarbonNeutral Company in difesa dell'ambiente, attività che comprendono un costante monitoraggio del clima e varie campagne di sensibilizzazione.
Nel 2010 è entrato a fare parte della campagna Stand Up to Cancer insieme ad altre star di Hollywood.

## Filmografia

### Attore

#### Cinema
- Scappo dalla città - La vita, l'amore e le vacche (City Slickers), regia di Ron Underwood (1991)
- Dangerous Woman - Una donna pericolosa (A Dangerous Woman), regia di Stephen Gyllenhaal (1993)
- Una strana coppia di svitati (Josh and S.A.M.), regia di Billy Weber (1993)
- Homegrown - I piantasoldi (Homegrown), regia di Stephen Gyllenhaal (1998)
- Cielo d'ottobre (October Sky), regia di Joe Johnston (1999)
- Donnie Darko, regia di Richard Kelly (2001)
- Bubble Boy, regia di Blair Hayes (2001)
- Lovely & Amazing, regia di Nicole Holofcener (2001)
- The Good Girl, regia di Miguel Arteta (2002)
- Fuga da Seattle (Highway), regia di James Cox (2002)
- Moonlight Mile - Voglia di ricominciare (Moonlight Mile), regia di Brad Silberling (2002)
- The Day After Tomorrow - L'alba del giorno dopo (The Day After Tomorrow), regia di Roland Emmerich (2004)
- The Man Who Walked Between the Towers, regia di Michael Sporn (2005)
- I segreti di Brokeback Mountain (Brokeback Mountain), regia di Ang Lee (2005)
- Proof - La prova (Proof), regia di John Madden (2005)
- Jarhead, regia di Sam Mendes (2005)
- Zodiac, regia di David Fincher (2007)
- Rendition - Detenzione illegale (Rendition), regia di Gavin Hood (2007)
- Brothers, regia di Jim Sheridan (2009)
- Prince of Persia - Le sabbie del tempo (Prince of Persia: The Sands of Time), regia di Mike Newell (2010)
- Amore & altri rimedi (Love and Other Drugs), regia di Edward Zwick (2010)
- Source Code, regia di Duncan Jones (2011)
- The Shoes: Time to Dance, regia di Daniel Wolfe (2012)
- End of Watch - Tolleranza zero (End of Watch), regia di David Ayer (2012)
- Prisoners, regia di Denis Villeneuve (2013)
- Enemy, regia di Denis Villeneuve (2013)
- Lo sciacallo - Nightcrawler (Nightcrawler), regia di Dan Gilroy (2014)
- Accidental Love, regia di David O. Russell (2015)
- Southpaw - L'ultima sfida (Southpaw), regia di Antoine Fuqua (2015)
- Everest, regia di Baltasar Kormákur (2015)
- Demolition - Amare e vivere (Demolition), regia di Jean-Marc Vallée (2016)
- Animali notturni (Nocturnal Animals), regia di Tom Ford (2016)
- Life - Non oltrepassare il limite (Life), regia di Daniel Espinosa (2017)
- Okja, regia di Bong Joon-ho (2017)
- Stronger - Io sono più forte (Stronger), regia di David Gordon Green (2017)
- Wildlife, regia di Paul Dano (2018)
- I fratelli Sisters (The Sisters Brothers), regia di Jacques Audiard (2018)
- Velvet Buzzsaw, regia di Dan Gilroy (2019)
- Avengers: Endgame, regia di Anthony e Joe Russo (2019) - cameo[68]
- Spider-Man: Far from Home, regia di Jon Watts (2019)
- The Guilty, regia di Antoine Fuqua (2021)
- Spider-Man: No Way Home, regia di Jon Watts (2021) - cameo
- Ambulance, regia di Michael Bay (2022)
- The Covenant, regia di Guy Ritchie (2023)
- Road House, regia di Doug Liman (2024)

#### Televisione
- Homicide – serie TV, episodio 2x01 (1994)
- Uomo vs. Natura – serie TV, un episodio (2011)
- Inside Amy Schumer – serie TV, un episodio (2016)
- Presunto innocente (Presumed Innocent) – serie TV (2024)

### Doppiatore
- Spirit - Il ribelle (Spirit Untamed), regia di Elaine Bogan (2021)
- Strange World - Un mondo misterioso (Strange World), regia di Don Hall (2022)

### Produttore
- End of Watch - Tolleranza zero (End of Watch), regia di David Ayer (2012)
- Lo sciacallo - Nightcrawler (Nightcrawler), regia di Dan Gilroy (2014)
- Stronger - Io sono più forte (Stronger), regia di David Gordon Green (2017)
- Wildlife, regia di Paul Dano (2018)
- Le strade del male (The Devil All the Time), regia di Antonio Campos (2020)
- Joe Bell, regia di Reinaldo Marcus Green (2020)
- Breaking News a Yuba County (Breaking News in Yuba County), regia di Tate Taylor (2021)
- The Guilty, regia di Antoine Fuqua (2021)

## Teatro

### Attore
- This Is Our Youth di Kenneth Lonergan. Garrick Theatre di Londra (2002)[69]
- If There Is I Haven't Found It Yet di Nick Payne, regia di Michael Longhurst. Laura Pels Theater di New York (2012)[70]
- Constellations di Nick Payne, regia di Michael Longhurst. Samuel J. Friedman Theatre di Broadway (2015)[71]
- La piccola bottega degli orrori, libretto di Howard Ashman, colonna sonora di Alan Menken, regia di Dick Scanlan. City Center Encores! di New York (2015)[72]
- Sunday in the Park with George, libretto di James Lapine, colonna sonora di Stephen Sondheim, regia di Sarah Lapine. City Center! di New York (2016),[73] Hudson Theatre di Broadway (2017)[74]
- A Life di Nick Payne, regia di Carrie Cracknell. Public Theater di New York e Hudson Theatre di Broadway (2019)[75]
- Otello di William Shakespeare, regia di Kenny Leon. Ethel Barrymore Theatre di Broadway (2025)

### Produttore
- Sea Wall/A Life di Simon Stephens e Nick Payne, regia di Carrie Cracknell. Public Theater di New York e Hudson Theatre di Broadway (2019)
- Slave Play di Jeremy O. Harris, regia di Robert O'Hara. John Golden Theatre di Broadway (2019)
- Caroline, or Change, colonna sonora di Jeanine Tesori, libretto di Tony Kushner, regia di Michael Longhurst. Studio 54 di Broadway (2021)

## Riconoscimenti
- Premio Oscar
  - 2006 – Candidatura come "Miglior attore non protagonista" per I segreti di Brokeback Mountain[76]
- BAFTA Awards
  - 2006 – "Miglior attore non protagonista" per I segreti di Brokeback Mountain
  - 2015 – Candidatura come "Miglior attore protagonista" per Lo sciacallo - Nightcrawler
  - 2017 – Candidatura come "Miglior attore protagonista" per Animali notturni
- Golden Globe
  - 2011 – Candidatura come "Miglior attore in un film commedia o musicale" per Amore & altri rimedi
  - 2015 – Candidatura come "Miglior attore in un film drammatico" per Lo sciacallo – Nightcrawler
  - 2025 – Candidatura come "Miglior attore in una serie drammatica" per Presunto Innocente
- Premio Emmy
  - 2025 – Candidatura come "Miglior attore Protagonista in una Miniserie o Film" per Presunto Innocente
- Austin Film Critics Association Awards
  - 2006 – Candidatura al miglior attore non protagonista per I segreti di Brokeback Mountain
  - 2014 – "Miglior attore" per Lo sciacallo – Nightcrawler
- Screen Actors Guild Award
  - 2006 – Candidatura come "Miglior cast" per I segreti di Brokeback Mountain
  - 2006 – Candidatura come "Miglior attore non protagonista" per I segreti di Brokeback Mountain
  - 2015 – Candidatura come "Miglior attore" per Lo sciacallo – Nightcrawler
- National Board of Review
  - 2005 – "Miglior attore non protagonista" per I segreti di Brokeback Mountain
  - 2013 – "Miglior cast" per Prisoners
- Critics' Choice Movie Awards
  - 2006 – Candidatura come "Miglior attore non protagonista" per I segreti di Brokeback Mountain[77]
  - 2013 – Candidatura come "Miglior attore in un film d'azione" per End of Watch - Tolleranza zero
  - 2015 – Candidatura come "Miglior attore protagonista" per Lo sciacallo – Nightcrawler
  - 2018 – Candidatura come "Miglior attore" per Stronger - Io sono più forte[78]
- Satellite Award
  - 2003 – Candidatura come "Miglior attore non protagonista in un film commedia o musicale" per The Good Girl
  - 2005 – Candidatura come "Miglior attore in un film drammatico" per Jarhead
  - 2005 – Candidatura come "Miglior attore non protagonista in un film drammatico" per I segreti di Brokeback Mountain
  - 2010 – Candidatura come "Miglior attore in un film commedia o musicale" per Amore & altri rimedi
  - 2013 – Candidatura come "Miglior attore non protagonista" per Prisoners[79]
  - 2015 – Candidatura come "Miglior attore in un film drammatico" per Lo sciacallo – Nightcrawler
  - 2018 – Candidatura come "Miglior attore" per Stronger – Io sono più forte
- Hollywood Film Festival
  - 2005 – "Miglior attore dell'anno" per I segreti di Brokeback Mountain
  - 2013 – "Miglior attore non protagonista" per Prisoners
  - 2017 – "Miglior attore dell'anno" per Stronger – Io sono più forte
- Chicago Film Critics Association
  - 2005 – Candidatura come "Miglior attore non protagonista" per I segreti di Brokeback Mountain
  - 2014 – Candidatura come "Miglior attore" per Lo sciacallo – Nightcrawler
- Phoenix Film Critics Society Awards
  - 2005 – "Miglior attore non protagonista" per I segreti di Brokeback Mountain
  - 2017 – Candidatura come "Miglior attore protagonista" per Stronger – Io sono più forte
- San Diego Film Critics Society Awards
  - 2005 – "Miglior attore" per I segreti di Brokeback Mountain, Jarhead e Proof - La prova
  - 2014 – "Miglior attore" per Lo sciacallo – Nightcrawler
  - 2016 – Candidatura come "Miglior attore" per Animali Notturni
- Palm Springs International Film Festival
  - 2006 – "Miglior attore" per I segreti di Brokeback Mountain
- Gotham Awards
  - 2005 – Candidatura come "Miglior cast" per I segreti di Brokeback Mountain
  - 2014 – Candidatura come "Miglior cast" per Lo sciacallo – Nightcrawler
  - 2021 – Candidatura al miglior film per Relic
- Independent Spirit Awards
  - 2002 – Candidatura come "Miglior attore protagonista" per Donnie Darko
  - 2015 – Candidatura come "Miglior attore" per Lo sciacallo – Nightcrawler
- Teen Choice Awards
  - 1999 – Candidatura come "Miglior attore emergente" per Cielo d'ottobre
  - 2003 – Candidatura come "Miglior attore emergente" per The Good Girl
  - 2003 – Candidatura come "Miglior bacio" per The Good Girl
  - 2007 – Candidatura come "Miglior attore di horror/thriller" per Zodiac
  - 2008 – Candidatura come "Miglior attore di film drammatico" per Rendition - Detenzione illegale
  - 2010 – Candidatura come "Miglior attore di film drammatico" per Brothers
  - 2010 – Candidatura come "Miglior attore di un film fantasy" per Prince of Persia - Le sabbie del tempo
- Tony Award
  - 2020 – Candidatura come "Miglior attore protagonista in un'opera teatrale" per Sea Wall/A Life
- MTV Movie Awards
  - 2006 – "Miglior bacio" per I segreti di Brokeback Mountain
  - 2006 – "Miglior interpretazione" per I segreti di Brokeback Mountain
- Young Artist Award
  - 2000 – Candidatura come "Miglior attore protagonista" per Cielo d'ottobre
- Saturn Award[80]
  - 2015 – Candidatura come "Miglior attore" per Lo sciacallo – Nightcrawler
- YoungStar Awards
  - 1999 – Candidatura come "Miglior attore protagonista in un film drammatico" per Cielo d'ottobre
- Young Hollywood Awards
  - 2002 – "Miglior attore emergente" per Donnie Darko
- Chlotrudis Awards
  - 2003 – "Miglior attore" per Donnie Darko
- DVD Exclusive Awards
  - 2003 – Candidatura come "Miglior attore" per Fuga da Seattle
- Irish Film and Television Awards
  - 2004 – Candidatura come "Miglior attore internazionale" per The Day After Tomorrow - L'alba del giorno dopo
- NRJ Ciné Awards
  - 2006 – Candidatura come "Miglior bacio" per I segreti di Brokeback Mountain
- Online Film Critics Society Awards
  - 2006 – Candidatura come "Miglior attore non protagonista" per I segreti di Brokeback Mountain

## Doppiatori italiani
Nelle versioni in italiano delle opere in cui ha recitato, Jake Gyllenhaal è stato doppiato da:
- Stefano Crescentini in Donnie Darko, The Good Girl, The Day After Tomorrow - L'alba del giorno dopo, Jarhead, Zodiac, Rendition - Detenzione illegale, Brothers, Prince of Persia - Le sabbie del tempo, Source Code, End of Watch - Tolleranza zero, Enemy, Lo sciacallo - Nightcrawler, Accidental Love, Southpaw - L'ultima sfida, Everest, Demolition - Amare e vivere, Animali notturni, Life - Non oltrepassare il limite, Okja, Stronger - Io sono più forte, Wildlife, I fratelli Sisters, Velvet Buzzsaw, Avengers: Endgame[68], Spider-Man: Far from Home, The Guilty, Spider-Man: No Way Home, Ambulance, The Covenant, Road House, Presunto innocente
- Alessandro Tiberi in Bubble Boy, Moonlight Mile - Voglia di ricominciare
- Fabrizio Vidale in I segreti di Brokeback Mountain, Prisoners
- Fabrizio Manfredi in Cielo d'ottobre
- Simone Crisari in Fuga da Seattle[81]
- Riccardo Rossi in Proof - La prova
- Francesco Pezzulli in Amore & altri rimedi

Da doppiatore è sostituito da:
- Alessio Cigliano in Spirit - Il ribelle (dialoghi)
- Fabrizio Palma in Spirit - Il ribelle (canto)
- Marco Bocci in Strange World - Un mondo misterioso